# Jamie Burrow
Jamie Burrow (* 23. Januar 1977 in Epsom) ist ein ehemaliger britischer Straßenradrennfahrer.
Jamie Burrow gewann 1999 das italienische Eintagesrennen Milano–Busseto und die Gesamtwertung der Ronde de l’Isard. Ende des Jahres belegte er Platz eins in der UCI-Weltrangliste der U23-Klasse. Im Jahr darauf wurde er Profi bei dem US Postal Service Pro Cycling Team. 2002 wechselte er zu Amore & Vita-Beretta, wo er 2004 Zweiter der Gesamtwertung bei der Bałtyk-Karkonosze Tour wurde. 2006 fuhr Burrow für das italienische Continental Team OTC Doors-Lauretana.

## Erfolge
1999
- Gesamtwertung Ronde de l’Isard

## Teams
- 2000 US Postal Service
- 2001 US Postal Service
- 2002 Amore & Vita-Beretta
- 2003 Amore & Vita-Beretta
- 2004 Amore & Vita-Beretta
- 2005 Amore & Vita-Beretta
- 2006 OTC Doors-Lauretana